# Krinky
Krinky ou Krynky  (en ukrainien : Кринки, en russe : Крынки, Krynki) est un village de l'oblast de Kherson, en Ukraine, localisé sur la rive gauche du Dnipro.

## Population
Selon le recensement de 1989 la population était de 874 personnes.
Selon le recensement de 2001 la population était de 991 personnes.

## Histoire
Le village est fondé en 1785.
Le 24 février 2022, premier jour de l'invasion russe de l'Ukraine, le village est occupé par les troupes russes.
Après le retrait des forces russes de Kherson, le Dniepr devient de facto la frontière entre les deux pays, et matérialise la ligne de front. En raison de la difficulté du franchissement du fleuve après la destruction du pont autoroutier d'Antonivka, aucune opération d'envergure n'est possible sans un soutien logistique illimité et continu, hors de portée des Ukrainiens comme des Russes. Ainsi, l'armée ukrainienne met à profit les bateaux de diverses tailles fournis par les États-Unis[réf. nécessaire] pour des missions de reconnaissance militaire et de harcèlement.
Le 6 juin 2023, à la suite de la destruction du barrage de la centrale hydroélectrique de Kakhovka, en raison de sa proximité avec le cours inférieur du fleuve Dniepr le village est inondé,.
Le 14 octobre 2023, le mouvement partisan Atesh fait exploser un dépôt de munitions de la 61e brigade de marines russe près du village.
Progressivement, les Ukrainiens prennent pied sur les îles intermédiaires, et deux principales zones de combat et débarquement se détachent : autour du pont Antonovka, et sur les berges de Krinky.
Après plusieurs tentatives, des soldats de la 35e brigade de marines ukrainiens parvient à établir une tête de pont, à Krinky, contrôlée par la Russie dans la deuxième quinzaine d'octobre 2023. 
Des sources pro-russes, finalement suivies par des médias occidentaux, doutent de la capacité de l'Ukraine à exploiter une tête de pont sachant que l'armée russe s'est repliée, alors même qu'elle dispose d'un franchissement du Dniepr bien plus facile. Ainsi, le New York Times évoque le 16 décembre 2023 une mission suicide en référence aux interviews de soldats rescapés. En janvier 2024, The Washington Post publie également un article de la même teneur.
Le 17 janvier 2024, l'Ukraine annonce que le drapeau ukrainien a été hissé au centre de Krinky par la 35e brigade de marines.
Fin juin 2024, les forces de défense ukrainiennes se retirent du village, mais les combats se poursuivent sur les îles voisines,,.
 Le 18 juillet, les russes ont repris le village après le retrait ukrainien. Au cours des neuf mois passés à l'intérieur et autour de la tête de pont sur la rive est de Dnipro, l'Ukraine estime avoir perdu 788 soldats.